# Kos (gmina)
Kos (gr. Δήμος Κω, Dimos Ko) – gmina w Grecji, w administracji zdecentralizowanej Wyspy Egejskie, w regionie Wyspy Egejskie Południowe, w jednostce regionalnej Kos. W jej skład wchodzi wyspa Kos. Siedzibą gminy jest Kos. W 2011 roku liczyła 33 388 mieszkańców. Powstała 1 stycznia 2011 roku w wyniku połączenia dotychczasowych gmin: Kos, Ikraklides i Dikieos.